# Bankett (tillställning)
För andra betydelser, se Bankett (olika betydelser).

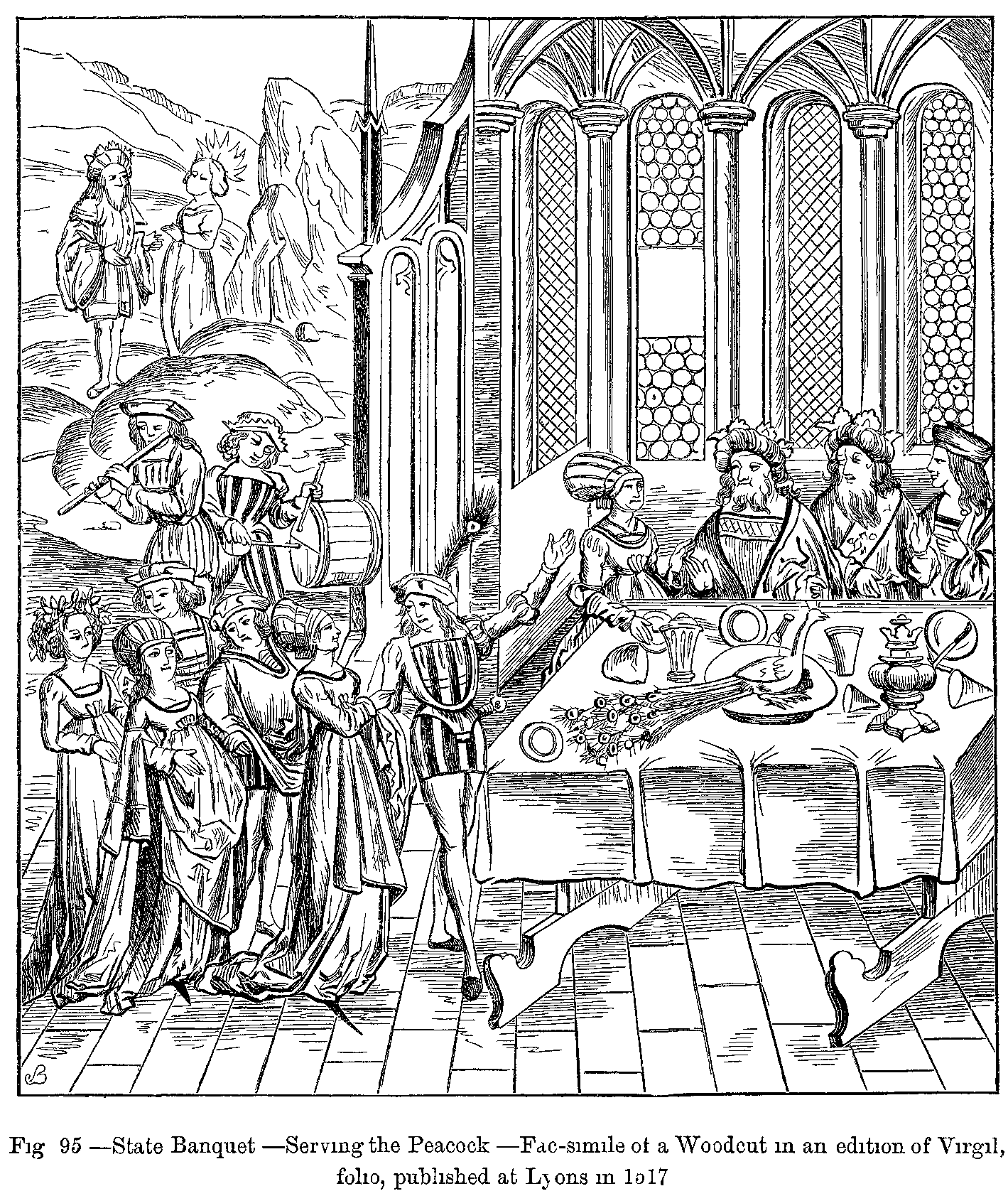
Statsbankett. Franskt träsnitt från 1517.

Bankett är en officiell tillställning där mat och dryck serveras.  
Etymologiskt kan "bank-" härledas till "bänk", dvs en sittning, och "-ett" till mindre, lättsamt och informellt. En bankett är nu sällan liten och informell, utan här avses snarare serverandet av mat och dryck efter det som föranleder festligheten, till exempel ett statsbesök eller en politisk seger e.dyl. 
Sedan åtminstone 1500-talet har ordet snarare syftat på en påkostad eller större tillställning än en liten, informell sittning. På svenska fungerar gästabud eller festmåltid som synonymer till ordet bankett. 
På en bankett bär man i allmänhet högtidliga kläder som aftonklänning, kostym, kavaj, smoking eller frack.